# Vitex lucens

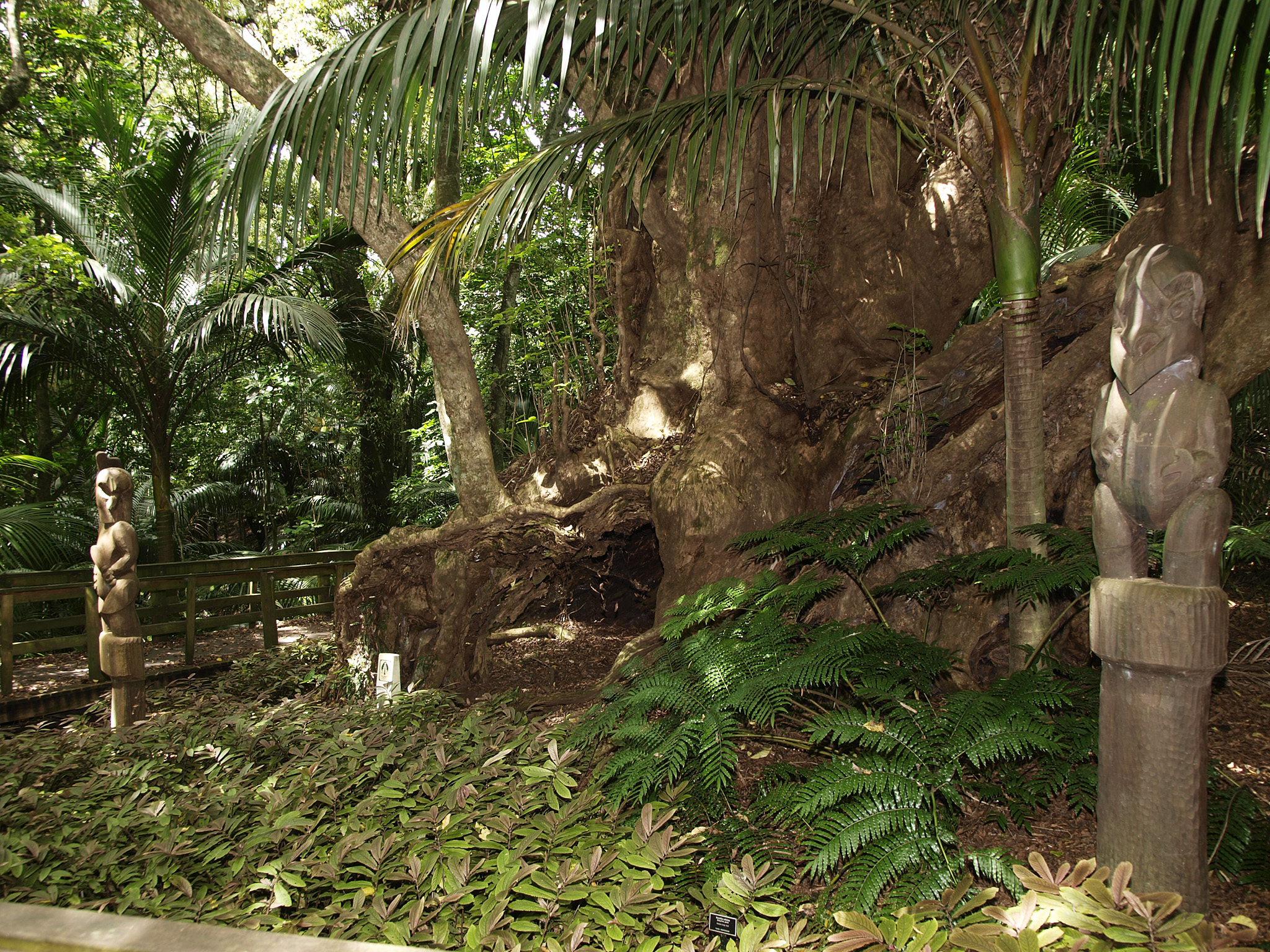
Über 2000 Jahre alter Puriri im Hukutaia Domain, nahe Opotiki

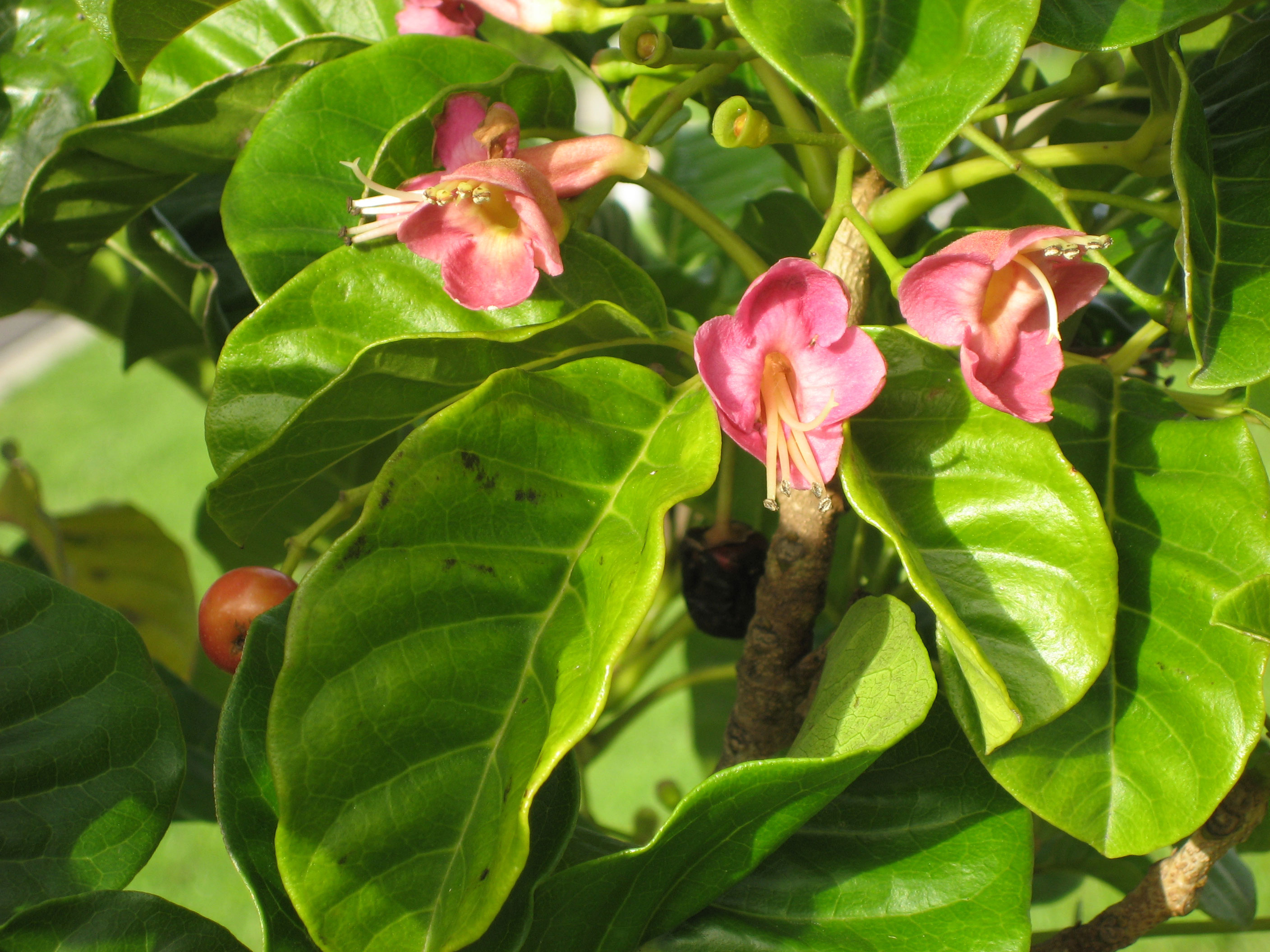
Blütenstand

Vitex lucens oder der Pūriri, ist ein Baum aus der Familie der Lippenblütler (Lamiaceae). Diese Art kommt ausschließlich im nördlichen Neuseeland vor.
Puriri-Bäume können sehr alt werden. Ein Exemplar, dessen Hohlraum im Stamm Māori als heilige Grabstelle genutzt haben, ist Schätzungen zufolge über 2000 Jahre alt und in der Hukutaia Domain, nahe Opotiki in der Bay of Plenty zu finden.

## Beschreibung
Der Puriri ist ein schnellwüchsiger, immergrüner Baum mit breiter Krone, der Wuchshöhen von bis zu 20 Meter erreicht. Der Stammdurchmesser erreicht bis über 1,5 Meter. Er wächst oft mehrstämmig und die Stämme sind oft hohl. Die dünne Rinde ist normalerweise relativ glatt und hellbraun, kann aber auch abblätternd sein. Die Wurzeln erstrecken sich nur in die oberen Bodenschichten.
Die gegenständigen und gestielten Laubblätter sind drei- bis fünfteilig gefingert, wobei die Blättchen ungleich groß sind und elliptisch oder eiförmig bis verkehrt-eiförmig geformt sind. Die Farbe der gestielten, ganzrandigen und spitzen bis zugespitzten oder bespitzten, oft welligen, ledrigen, kahlen, unterseits helleren Blättchen ist oberseits dunkelgrün mit einer glänzenden Oberfläche. Sie sind zwischen 5 und 12 Zentimeter lang. Das unterste Blätchenpaar ist meist viel kleiner als die oberen.
Der kleine, achselständige und zymös-rispige Blütenstand besteht aus fünf bis fünfzehn Blüten. Die rosafarbenen bis ins Rot übergehende Blüten weisen eine Länge von 2,5 bis 3,5 Zentimeter auf. Obwohl der Baum über das gesamte Jahr hin Blüten trägt, hat er seine Hauptblütezeit in den Wintermonaten Juni bis Oktober. Die gestielten, fünfzähligen Blüten sind zwittrig mit doppelter Blütenhülle. Der kleine Kelch ist becherförmig und minimal fünfzähnig oder gestutzt. Die außen fein drüsig-behaarte, verwachsene Krone ist zweilippig, die Unterlippe ist dreiteilig und die obere ist zwei- oder einteilig. Es sind 4 vorstehende Staubblätter mit dicken, an der Basis behaarten Staubfäden vorhanden. Der Fruchtknoten ist oberständig mit dickem, vorstehendem Griffel und zweilappiger Narbe. Es ist ein Diskus vorhanden. Die Blüten werden hauptsächlich von dem Tui und dem New Zealand Bellbird bestäubt (Ornithophilie).
Die bei Reife hellroten, rundlichen bis verkehrt-eiförmigen und fleischigen, bis viersamigen, dünnfleischigen Steinfrüchte mit beständigem Kelch weisen einen Durchmesser von etwa 1,5–2 Zentimeter auf und dienen Vögeln ganzjährig als Nahrung. Der holzige, keilförmige und vierteilige Steinkern ist sehr hart im skulptierten, oberen, breiteren und weicher im unteren, vierkantigen Teil.
Die Chromosomenzahl beträgt 2n = 64.

## Verbreitung
Das Verbreitungsgebiet des Puriri erstreckt sich über die Küsten- und Flachlandregionen der Nordinsel Neuseelands, vom äußersten Norden bis etwas zur Mitte der Insel hin. In Siedlungshöhen bis zu maximal 800 Metern bevorzugt er fruchtbare Böden. Als Waldbaum ist der Puriri kaum noch zu finden, wird aber als Zier- und Straßenbaum noch angepflanzt.
Mit der Intensivierung der Landwirtschaft ging auch der Baumbestand des Puriri zurück. Dort wo wenig Landwirtschaft betrieben wird, ist er etwas häufiger anzutreffen, vor allem in den nördlicheren Regionen. Der Puriri wird derzeit noch nicht als bedrohte Spezies eingestuft, sein Rückgang in kultivierten Landschaften ist aber nennenswert. In Wäldern kann mit einer leichten Erholung gerechnet werden. Inwiefern die starke Verbreitung des Possums (Trichosurus vulpecula) eventuell einen Einfluss auf die Gesundheit des Baumes hat, ist noch nicht geklärt.

## Systematik
Vitex lucens wurde 1897 von Thomas Kirk erstbeschrieben.

## Verwendung
Das beständige Holz des Puriri ist sehr schwer, sehr hart und besitzt mit 900 kg/m3 eine hohe Dichte. Von den Māori wurde das Holz des Baumes dank seiner Langlebigkeit für die Herstellung von Werkzeugen und Waffen genutzt. Da das Holz im Wasser gut zu Boden sinken konnte, verwendeten sie es auch zum Bau von Aalreusen.
Trotz seiner ungleichmäßigen Faserung verwendeten die europäischen Einwanderer in der Anfangszeit das Holz im Eisenbahnbau für Schwellen, Pfosten und Masten. In frühen Berichten wurde beschrieben, dass es natürlich gewachsene Bäume mit Stämmen von 4,5 bis 9 Metern Länge gab, die für die Herstellung von Möbeln oder gar als Furnier für Intarsien genutzt wurde. Das Aussehen wurde mit der Qualität amerikanischem oder italienischem Walnussholz verglichen.
Heute wird das Holz nur noch selten verwendet. Durch den Raupenbefall der Motte Charagia virescens ist es sehr häufig mit Fehler behaftet, was die Nutzung entsprechend einschränkt.